# Alli Halling
Alli Halling (3 de mayo de 1907 - 15 de mayo de 1966) fue una actriz, periodista y escritora de nacionalidad sueca.

## Biografía
Su nombre completo era Anna Lisa Halling. Estuvo casada con el actor Bengt Djurberg entre 1931 y 1938, y con otro actor, Einar Axelsson, desde 1938 hasta la muerte de ella, ocurrida en 1966 en Danderyd, Estocolmo. Fue enterrada en el Cementerio de la iglesia de Danderyd.

## Filmografía
- 1929 : Hjärtats triumf
- 1930 : Den gamla gården
- 1931 : Ungkarlsparadiset
- 1932 : Vi som går köksvägen
- 1940 : Kyss henne!
- 1940 : Hanna i societén
- 1940 : Åh, en så'n advokat
- 1941 : Så tuktas en äkta man
- 1946 : Bröder emellan

## Teatro
- 1929 : Vid 37de gatan, de Elmer Rice, dirección de Svend Gade, Teatro Oscar[3]
- 1930 : En liten olycka, de Floyd Dell y Thomas Mitchell, dirección de Gösta Ekman (sénior), Teatro Oscar[4]
- 1930 : Storken, de Thit Jensen, dirección de Harry Roeck Hansen, Blancheteatern[5]
- 1931 : Lidelser, de August Villeroy, dirección de Sture Baude, Blancheteatern[6]
- 1931 : Storken, de Thit Jensen, dirección de Harry Roeck Hansen, Blancheteatern
- 1931 : Till polisens förfogande, de Max Alsberg y Otto Ernst Hesse, dirección de Harry Roeck-Hansen, Blancheteatern[7]
- 1936 : Gröna hissen, de Avery Hopwood, dirección de Gösta Ekman (sénior), Vasateatern[8]
- 1942 : Lille Napoleon, de Paul Sarauw, dirección de Max Hansen, Vasateatern[9]
- 1942 : I vår Herres hage, de Josef Čapek y Karel Capek, dirección de Gösta Folke, Vasateatern[10]
- 1942 : Min syster Eileen, de Joseph Fields y Jerome Chodorov, dirección de Gösta Folke, Vasateatern[11]

### Artículos en Damernas värld
- Halling, Alli; Hübinette-Lindberg, Anna (1948).  Damernas värld, ed. Hans älsklingsrätt. För henne (en sueco). Estocolmo.
- Halling, Alli (1948).  Damernas värld, ed. Världens bästa kakor. För henne (en sueco). Estocolmo.
- Halling, Alli (1948).  Damernas värld, ed. Hemmets vackraste blommor. För henne (en sueco). Estocolmo.
- Halling, Alli (1949).  Damernas värld, ed. Fransk vardagsmat. …. För henne (en sueco). Estocolmo.
- Halling, Alli (1949).  Damernas värld, ed. God matsäck varje dag. …. För henne (en sueco). Estocolmo.
- Halling, Alli (1949).  Damernas värld, ed. Han och hon i stickat. …. För henne (en sueco). Estocolmo.
- Halling, Alli (1949).  Damernas värld, ed. Vardagsvacker i stickat. För henne (en sueco). Estocolmo.
- Halling, Alli (1949).  Damernas värld, ed. Fransk vardagsmat. …. För henne (en sueco). Estocolmo.
- Halling, Alli (1949).  Damernas värld, ed. Mitt vinterförråd. …. För henne (en sueco). Estocolmo.
- Halling, Alli (1949).  Damernas värld, ed. Vi sätter bo. …. För henne (en sueco). Estocolmo.

### Libros
- Halling, Alli (1952).  Wahlström & Widstrand, ed. Resa i franskt kök (en sueco). Estocolmo.
- Halling, Alli (1954).  Nyblom, ed. Att äta ute: kulinarisk vägvisare : Sverige (en sueco). Uppsala.
- Halling, Alli (1954).  Nyblom, ed. Kulinarisk vägvisare: Frankrike. (en sueco). Uppsala.
- Halling, Alli (1956).  Hermelins Handels AB, ed. Grillmanboken (en sueco). Estocolmo.
- Halling, Alli (1960).  Lindblad, ed. Bland grytor och kastruller: kokbok för barn (en sueco). Uppsala.